# Pfarrkirche Weißbach bei Lofer

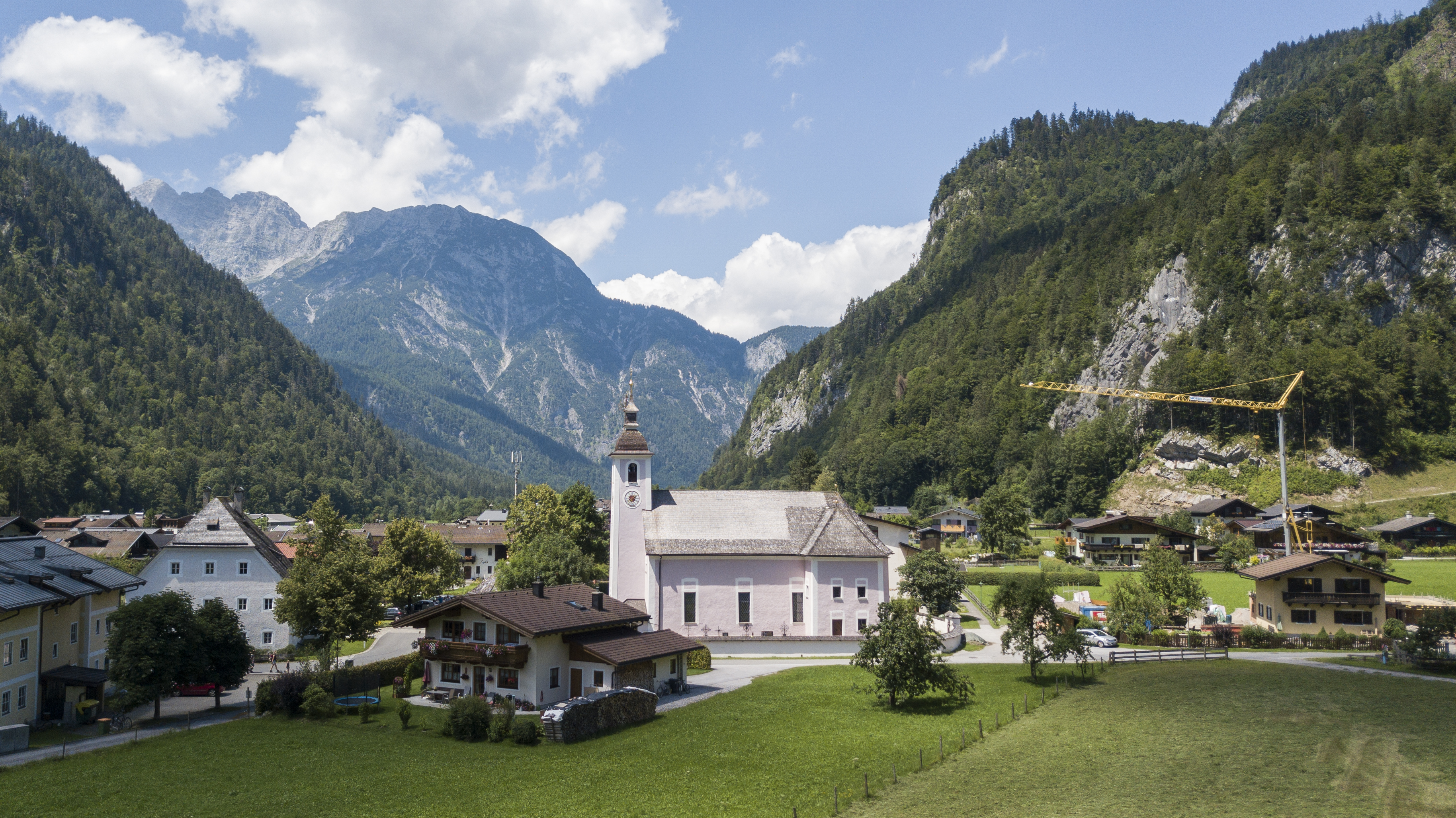
Katholische Pfarrkirche Hl. Dreifaltigkeit in Weißbach bei Lofer

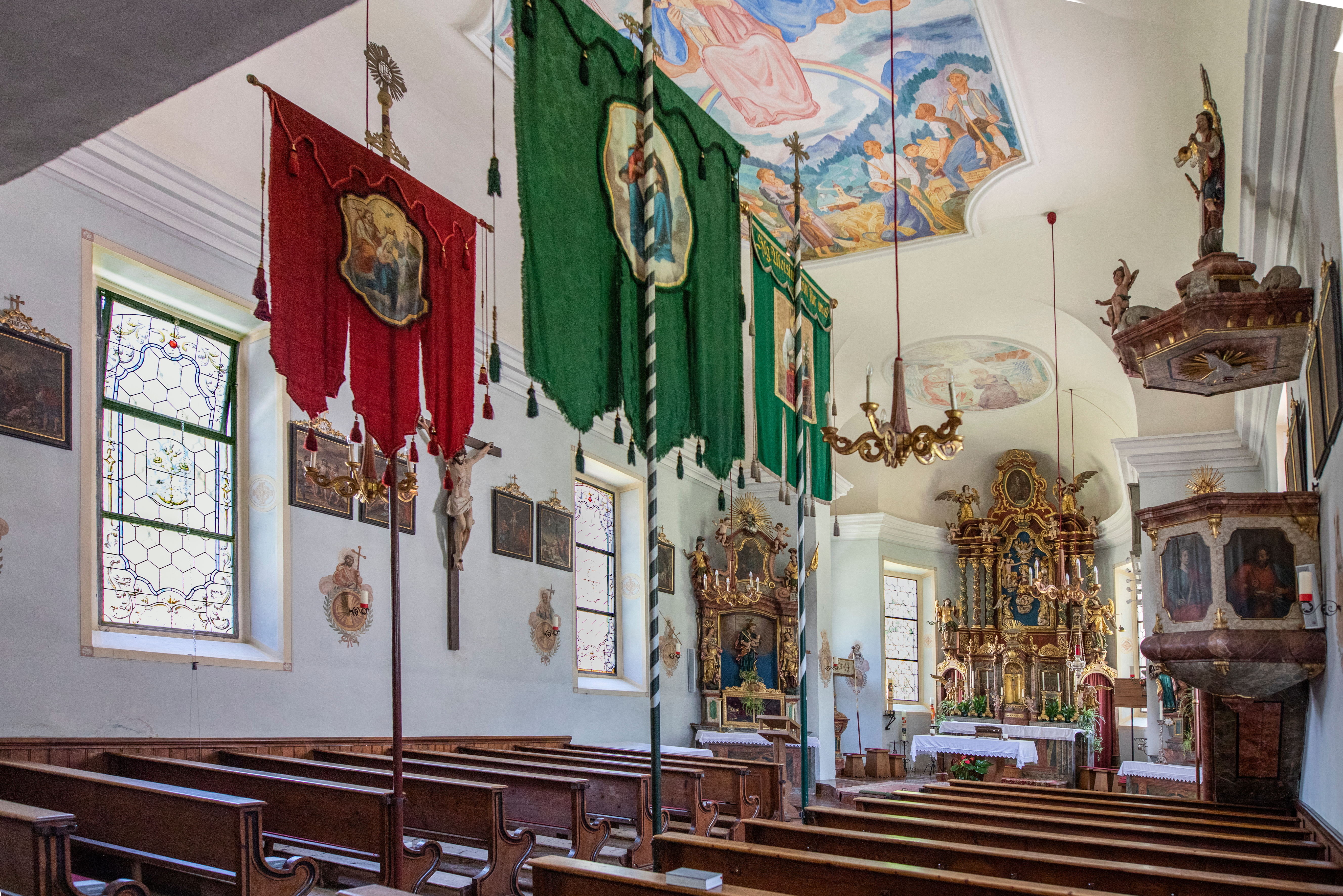
Langhaus, Blick zum Chor

Die römisch-katholische Pfarrkirche Weißbach bei Lofer steht im Osten des Dorfes in der Gemeinde Weißbach bei Lofer im Bezirk Zell am See im Land Salzburg. Die dem Patrozinium Hl. Dreifaltigkeit unterstellte Pfarrkirche gehört zum Dekanat Saalfelden in der Erzdiözese Salzburg. Die Kirche und der umgebende Friedhof stehen unter Denkmalschutz (Listeneintrag).

## Geschichte
Urkundlich wurde 1663 eine Kirche genannt. Die heutige Kirche wurde 1791 nach den Plänen des Architekten Wolfgang Hagenauer gebaut. 1891 wurde sie zur Pfarrkirche erhoben. 1973/1974 war eine Restaurierung.

## Architektur
Der spätbarocke Saalbau ist von einem Friedhof umgeben.
Das schlichte Langhaus hat einen Sockel und ein geschindeltes Satteldach, der im Westen vorgestellte Turm hat rundbogige Schallfenster und einen mehrteiligen Schindelhelm, beidseitig am Turm Anbauten, im Norden die halbrund schließende Totenkapelle. Der Chor hat einen polygonalen Schluss und südlich einen zweigeschoßigen Sakristeianbau.
Das Kircheninnere zeigt eine Vorhalle mit einer Flachdecke im Turm, das dreijochige Langhaus hat rechteckige Fenster, Langhaus und Chor sind mit einem umlaufenden Gesims verbunden, beide haben eine Flachdecke. Der Chor ist südlich eingezogen und um zwei Stufen erhöht und hat seitlich rechteckige Fenster, über dem Sakristeiportal befindet sich ein Oratoriumsfenster, im Norden ist die Chorwand in der Flucht der Langhausnordwand weitergeführt. Die Westempore ist aus Holz.
Die Deckenmalerei zeigt die Schutzmantelmadonna des Malers Wilhelm Kaufmann 1949. Die Glasmalereien entstanden 1907.

## Einrichtung
Der Hochaltar zeigt eine Marienkrönungsgruppe und das Aufsatzbild hl. Rupertus aus der Mitte des 18. Jahrhunderts und die Figuren der Heiligen Michael und Gabriel auf den Opferungsportalen um 1791. Auf dem Tabernakel sind in Reliefs Fußwaschung und Abendmahl dargestellt.
Die Kanzel ist mit Schnitzwerk von Veit Häusl 1755 und Bildern der Vier Evangelisten gestaltet.
In der Totenkapelle befinden sich ein Bild des Jüngsten Gerichts sowie Figuren Ecce Homo und Mater dolorosa aus dem 19. Jahrhundert.
Die Orgel baute Mauracher im 19. Jahrhundert. Eine Glocke nennt Andreas Wird 1667. Zwei Glocken nennen Franz Xaver Gugg 1801.